# Der lustige Krieg des Hauptmann Pedro
Der lustige Krieg des Hauptmann Pedro ist eine deutsche Mantel-und-Degen-Kostüm- und Liebeskomödie auf dem Jahre 1959 von Wolfgang Becker mit Carlos Thompson und Corny Collins in den Hauptrollen.

## Handlung
Die Geschichte spielt im Heiligen Römischen Reich Deutscher Nation kurz um 1700. In Wien herrscht Kaiser Leopold I., dessen Heerführer Prinz Eugen vollauf damit beschäftigt ist, die Türken Stück für Stück aus dem Balkan zu vertreiben. Doch auch im Innern des Reichs sieht der Imperator überall aufsässige Feinde, die es zu bekämpfen gilt. So manche Reichsstadt will sich nicht den Anordnungen aus Wien unterwerfen, so auch das kleine und eher unbedeutende Trutzingen. Hier weigern sich die Stadtoberen die vom Kaiser auferlegte neue Sondersteuer in Höhe von 5000 Talern zu zahlen, mit der auch weiterhin Armee, Besoldung und Kriege finanziert werden sollen. Um den Willen Wiens durchzusetzen, wird der schöne Hauptmann Pedro Bastiano nach Trutzingen entsandt, um dort die Gegenwehr der Bürger zu brechen. Pedro denkt aber gar nicht daran, mit Gewalt vorzugehen, vielmehr belagert er das Städtchen auf seine sehr eigene Art. Als Pedros Soldaten einen Geheimgang entdecken, dringen sie unbemerkt in das Stadtinnere vor. Abgesehen von dem einen oder anderen Degenduell, dass sich Hauptmann Pedro mit diesbezüglich wenig talentierten und oftmals in Überzahl befindlichen Gegnern liefert, findet der Krieg vorwiegend auf der amourösen Ebene, in der Horizontalen, statt. 
Denn seine Soldaten nutzen das Vordringen in Trutzingen nicht primär dem Versuch, die Bevölkerung Trutzingens zu unterwerfen, sondern vielmehr dazu, die Herzen und die Betten der ansehnlichsten Trutzinger Damen zu erobern. So kommt es bald zu intensiven Liebeleien zwischen den Landsknechten der kaiserlichen Truppen und den Trutzinger Ortschönheiten. Auch Hauptmann Pedro vergisst bisweilen seinen ihm gestellten Auftrag und schäkert mit der Damenwelt herum, beispielsweise mit der Tochter der Marketenderin Ludmilla Haberstroh. Dann aber entdeckt er die Dame seines Herzens in der kessen, brünetten Charlotte. Die aber ist ausgerechnet die Tochter des bärbeißigen Trutzinger Bürgermeisters, der den hinhaltenden Widerstand des Städtchens gegen die kaiserlichen Truppen zu verantworten hat. Dies bringt Hauptmann Pedro bald in arge Bedrängnis. Die ungewöhnliche Belagerung eskaliert, als plötzlich des Kaisers Kriegsminister Moritz von Persipan auftaucht, ein zackiger aber auch leicht vertrottelter Haudegen alten Schlages. Der will endlich Ergebnisse sehen und will sogar Hauptmann Pedro für seine Hinhaltetaktik an den Galgen bringen. Doch auch hier wissen sich seine Gegenspieler zu helfen.

## Produktionsnotizen
Der lustige Krieg des Hauptmann Pedro entstand Mitte 1959 im Studio Bendestorf und wurde am 2. Oktober 1959 in mehreren bundesdeutschen Kinos uraufgeführt. 
Hans Raspotnik hatte die Herstellungsleitung, Benno Kaminski die Produktionsleitung. 

## Kritik
Im Filmdienst heißt es: „Zwischen Übermut und Zotigkeit angesiedelter Schabernack rund um die komödiantisch dargestellte Belagerung einer aufsässigen Reichsstadt im 18. Jahrhundert.“